# Матіас Кірш

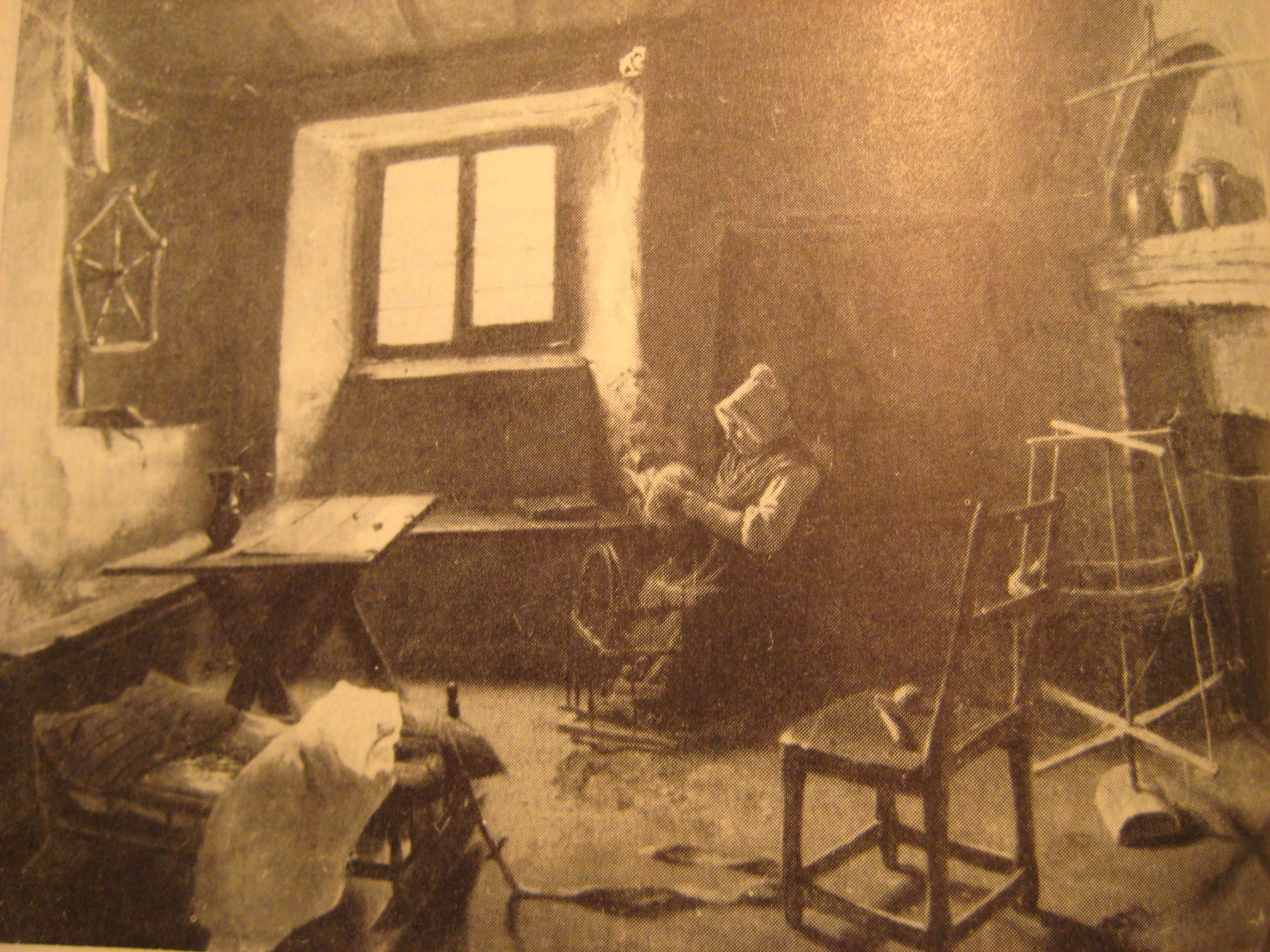
М. Кірш «Біля прялки» (Um Spannrad)

Матіас Кірш (люксемб. Mathias Kirsch, іноді ім'я подається як Матьє / Mathieu; * 7 лютого 1797, Шірен, Люксембург — 23 січня 1872, Еттербек, поблизу Брюсселя, Бельгія) — люксембурзький художник.
Це один з найвідоміших у цій невеликій країні живописців, — перш за все, своїми натюрмортами, ліричними пейзажами і вникливими портретами.
Митець чимало подорожував, у тому числі й за океан — у Мексиці та США.
Одна з вулиць південно-східного району міста Люксембурга Буневег (Bouneweg) названа на честь художника — rue Mathias Kirsch.

## Роботи
- Intérieur d'une cuisine de couvent (колекція міста Люксембурга, інв. № 206);
- Mansarde d'ouvrière (колекція міста Люксембурга, інв. № 205).